# Love Is Strange
Love Is Strange (Brasil: O Amor É Estranho / Portugal: O Amor é uma Coisa Estranha) é um filme de drama romântico de 2014 dirigido por Ira Sachs. O filme teve sua estreia na mostra não competitiva do Festival de Cinema de Sundance de 2014. O filme também foi exibido na seção Panorama do 64º Festival Internacional de Cinema de Berlim. No Brasil, foi lançado pela Pandora Filmes e a Alpha Filmes.
O filme segue a história de um casal gay recém-casado que é obrigado a conviver em casas separadas após perderem a própria.

## Elenco
- John Lithgow - Ben Hull
- Alfred Molina - George Garea
- Marisa Tomei - Kate Hull
- Charlie Tahan - Joey Hull
- Cheyenne Jackson - Ted
- Harriet Sansom Harris - Honey
- Darren Burrows - Elliot Hull
- Christian Coulson - Ian
- John Cullum - padre Raymond
- Adriane Lenox - diretor
- Manny Pérez - Roberto
- Sebastian La Cause - Marco
- Christina Kirk - Mindy

## Recepção
No site agregador de críticas Rotten Tomatoes, 93% das 176 resenhas dos críticos são positivas, com uma classificação média de 7,7/10. O consenso do site diz: "Love Is Strange serve como uma homenagem graciosa à beleza do compromisso em face da adversidade."
O Metacritic, que usa uma média ponderada, atribuiu ao filme uma pontuação de 82 em 100, baseado em 42 críticos, indicando "aclamação universal".

## Prémios
Em 2012, o filme ganhou o prémio de Melhor Longa Metragem do festival de cinema Queer Lisboa, o prémio mais importante do festival.